# Транковский, Даниил Александрович
Даниил Александрович Транковский (12 февраля 1902—1979) — советский ботаник, анатом  и цитоэмбриолог растений. 

## Биография
Родился в городе Белый Смоленской губернии. 
Окончил биологический факультет МГУ в 1930 году. Ученик Сергея Гавриловича Навашина, изучал структуру хромосом растений,  гаметогенез и оплодотворение у цветковых растений, уделял внимание цитологии отдаленных гибридов в свете проблемы видообразования. В 1930 году, вслед за С. Г. Навашиным отрывшим это у Galtonia, показал на примере Crepis наличие окрашенных  телец, названных кинетическими, в местах крепления к хромосомам нитей веретена. 
До 1938 года работал на кафедре физиологии растений в лаборатории анатомии растений. В 1938 в связи с восстановлением на факультете кафедры высших растений перешёл на эту кафедру вместе с лабораторией, которой в тот момент руководил. Стал основателем анатомического направления в работе кафедры высших растений.
Разработал методику изучения пыльцы и пыльцевых трубок на тотальных препаратах (т. е. целостных, не разрезанных микротомом или бритвой). Эта методика широко применяется в исследованиях пыльцы и пыльцевых трубок как в СССР, так и за границей.
В 1941–1943 годах  был  начальником штаба МПВО (Местной противовоздушной обороны) МГУ. Имел воинское звание старший лейтенант административной службы. В 1941–1945 годах по заказу Наркомата обороны вместе с О. Н. Чистяковой проводил  микроанализ древесин, применяемых в авиационной промышленности. 
После Августовской сессии ВАСХНИЛ 1948 года Транковского отстранили от преподавания студентам, так как его заподозрили в «симпатиях к формальной генетике». По мнению профессора кафедры высших растений А. К. Тимонина, конфликт с лысенковским руководством факультета отягощался тем, что Даниил Александрович знал нового декана Иссака Презента и враждовал с ним ещё с гимназических времён. Транковскому было разрешено вернуться к преподаванию через 2 года. При переезде МГУ в новое здание подготовил  технические задания на учебные и исследовательские приборы, был руководителем группы по проектированию и изготовлению оптического оборудования для биолого-почвенного факультета МГУ.
В 1955 году подписал «Письмо трёхсот», ставшее причиной последующей отставки Лысенко с поста президента ВАСХНИЛ.
Многие годы на Биологическом факультете МГУ читал общефакультетский курс анатомии высших растений и спецкурс по эмбриологии растений.
Профессор МГУ.

## Семья
- Жена — Ирина Николаевна Крюкова-Транковская (1920—2013)[11], доктор биологических наук, заслуженный работник здравоохранения Российской Федерации[12].
  - Сын — Сергей Данилович Транковский (29.06.1944 — 25.04.2017), физик, автор научно-популярной книги о лазерах, с 1991 года заведующий отделом физико-математических наук журнала «Наука и жизнь»[13]
    - Невестка — Наталия Юрьевна Ванханен (род. 1951), поэт и переводчик.

## Отзывы современников
Ю. Ф. Богданов вспоминал о студенческих годах:
Мне повезло, что малый практикум по анатомии растений вёл в нашей группе сам Д. А. Транковский. Он запомнился мне своей абсолютной интеллигентностью и приветливостью, приятно удивлял подчёркнуто уважительным отношением к студентам. Это было старомодно и красиво, и представлялось наследием университетского духа XIX века.
Коллеги Транковского по кафедре высших растений считают:
Эрудиция в разных областях ботаники, умение заинтересовать слушателей своими лекциями, высокий уровень общей культуры определили лидирующее положение Д.А. Транковского в анатомии растений на кафедре высших растений.

## Награды[2]
- медаль «За оборону Москвы»,
- медаль «За доблестный труд в Великой Отечественной войне»,
- Орден «Знак Почёта».

## Научные труды

### Избранные книги
- Транковский Д. А. Практикум по анатомии растений, 1963, 2-е изд. Высш. шк., Москва 1979
- Транковский Д. А. Сергей Гавриилович Навашин, 1857—1930. Москва: 2-я тип. Изд-ва Акад. наук СССР, 1947. - 36 с. (Серия историческая/ Моск. о-во испытателей природы; № 27).

### Избранные статьи
- Транковский Д. А. Новые и интересные растения Смоленской губ. // Ботанический журнал — 1929. — №1. — С. 99.
- Trankowsky D. A. «Leitkörperchen» der Chromosomen bei einiger Angiospermen. // Zs. für Zellforschung und mikroskopische Anat. 1930. Bd. 10. S. 736-743.
- Транковский Д. А. Спермиогенез и оплодотворение у росянки (Drosera).- Бюл. МОИП. Отд. биол., 1938, 41, 1: 104—112.
- Транковский Д. А. Александр Владимирович Кожевников // Тр. Ботанич. сада МУ, 1940, вып. 3;
- Транковский Д. А. Отдаленные гибриды в роде Lathyrus их значение для понимания некоторых сторон эволюции этого рода. / Проблемы современной ботаники. М., 1965. Т.1. С. 84-85.
- Транковский Д. А. Отдаленные гибриды в роде Lathyrus. / Морфология растений. М., 1967. С. 62-76.